# Grim Skunk
A Grim Skunk (vagy GrimSkunk) kanadai együttes. A zenekar punkzenét játszik, progresszív, rock és világzenei hatásokkal. 

## Története
1988-ban alakult Québecben. A zenekar a Fatal Illness nevű punkegyüttes romjain alakult. Első demójukat 1991-ben adták ki. Az együttes több nyelven is énekel az angolon kívül, például franciául, görögül vagy éppenséggel perzsául. Lemezeiket nagyrészt a saját lemezkiadójuk, az Indica Records jelenteti meg, de első két EP-jük és első demójuk a GrimSkunk Productions kiadó gondozásában jelent meg.

## Tagok
- Franz Schuller - ritmusgitár, ének
- Joe Evil - billentyűk, ének
- Ben Shatskoff - dob
- Vincent Peake - basszusgitár
- Peter Edwards - gitár
- Marc-Boris St. Maurice - basszusgitár (1988-1999)
- Todd Wircham - basszusgitár (1999-2004)
- Alain Vadeboncoeur - basszusgitár (1998-1999)

## Diszkográfia
- Autumn Flowers Demo (1991)
- Exotic Blend E.P. (1992)
- Rooftop Killer EP (1993)
- Grim Skunk (1994)
- Meltdown (1995)
- Autumn Flowers - Rerolled (1997)
- Fieldtrip (1998)
- EP 2000 (2001)
- GrimSkunk Plays... Fatal Illness (2001)
- Seventh Wave (2002)
- Live + DVD Unplugged (2003)
- Fires Under the Road (2006)
- Set Fire! (2012)
- Unreason in the Age of Madness (2018)